# Nguyễn Văn Du (chính khách)
Nguyễn Văn Du (sinh năm 1960) là một chính trị gia người dân tộc Tày. Ông từng là Ủy viên Ban Chấp hành Trung ương Đảng Cộng sản Việt Nam khóa XII, nguyên Chủ tịch Hội đồng nhân dân tỉnh Bắc Kạn, nguyên Bí thư Tỉnh ủy tỉnh Bắc Kạn.

## Tiểu sử
Nguyễn Văn Du sinh ngày 3 tháng 3 năm 1960 tại xã Cao Thượng, huyện Ba Bể, tỉnh Bắc Kạn, là người dân tộc Tày.

## Giáo dục
Ông có bằng Cử nhân ngành Giao thông vận tải.

## Sự nghiệp
Tháng 3 năm 2015, Tỉnh ủy Bắc Kạn tổ chức kỳ họp bất thường để bầu ông Nguyễn Văn Du làm Bí thư Tỉnh ủy khóa X nhiệm kỳ 2010-2015 thay cho ông Hà Văn Khoát nghỉ hưu. Tháng 10 năm 2015 tại Đại hội Đảng bộ tỉnh Bắc Kạn lần thứ XI, nhiệm kỳ 2015 - 2020, ông tái đắc cử chức Bí thư Tỉnh ủy.